# Mohammad Ali Rajai
Mohammad ʿAli Rajāi (in persiano محمد علی رجائی‎; Qazvin, 15 giugno 1933 – Teheran, 30 agosto 1981) è stato un politico iraniano.
Fu il secondo presidente dell'Iran, dopo aver ricoperto la carica di Primo ministro sotto il governo di Abolhassan Banisadr.
Fu anche ministro degli esteri per cinque mesi, dall'11 marzo al 15 agosto del 1981. Fu un forte sostenitore della Rivoluzione iraniana e fu una guida del movimento di epurazione dell'influenza statunitense ed europea nelle università del Paese, che fu più tardi chiamata Rivoluzione Culturale dell'Iran. Dopodiché ricoprì la carica di presidente per poche settimane, fino a quando non fu assassinato insieme al Primo ministro Mohammad-Javad Bahonar ed altri membri del suo governo.
Fu presidente dell'Iran per 16 giorni. Inoltre, iniziò il programma iraniano di pensionamento per gli individui oltre i 70 anni.

## Assassinio
Il 30 agosto 1981, Rajai tenne una riunione del Consiglio supremo di difesa dell'Iran, insieme all'allora Primo ministro Mohammad-Javad Bahonar. I testimoni dichiararono che un aiutante di fiducia portò una valigetta nella sala conferenze, dove discutevano i due leader; un'altra persona innescò la bomba presente nella valigetta e nell'esplosione morirono Rajai, Bahonar e altre tre persone. L'assassino venne identificato come Massoud Keshmiri, un agente dei Mojahedin del Popolo Iraniano, che si era infiltrato sotto le spoglie di un funzionario della sicurezza dello Stato. Rajai fu sepolto nel cimitero di Behesht-e Zahra, a Teheran.